# アンティグア・バーブーダ国防軍
アンティグア・バーブーダ国防軍（アンティグア・バーブーダこくぼうぐん、英：Antigua and Barbuda Defence Force、ABDF）は、アンティグア・バーブーダの軍事組織。

## 概要
首相の指揮の下、国防大臣を通じて文民統制を受ける。国防省の下で陸軍である大隊、沿岸警備隊、援軍部隊、軍事教育団がある。
国土防衛、麻薬密輸の防止、漁業権の保護と支援、海洋汚染の防止、捜索救難、儀礼式典、政府による政策の援助、災害救助、重要施設の保守および秩序維持のための法執行機関への援助などを任務とする。イギリス陸軍のメルシャン連隊と同盟関係にある。
2007年時点で全軍種の総員190人、予備役98人。予備役を含めても全部で288人規模という、世界最小の軍隊でもある。なお、より小規模な軍事力としてバチカンのスイス衛兵隊(1個中隊119人)が存在するが、同隊は警察部隊に分類され軍隊からは除外されることが多い。

## 組織構成
国防省の下に安全保障委員会が設けられ、国防軍本部が軍全体を統制する。

### 陸軍
アンティグア・バーブーダ連隊は、国防軍の主要部門を構成している。人員規模約125人で連隊本部と第1大隊から成る。第1大隊は4個中隊から成る。
- 本部中隊 - 司令部
- A中隊 - 軽歩兵
- B中隊 - 予備役
- C中隊 - 戦闘支援

創設以来、同連隊は軽歩兵部隊としての性格を有していた。しかし、ボールドウィン・スペンサー政権以降、国際活動や対テロ作戦、対麻薬作戦への柔軟な対応を目指して、沿岸警備隊の補佐および即応能力を持つ「海兵隊」（特殊作戦部隊）に改編する動きがある。

### 支援部隊
1997年に設立され、工兵支援や兵站管理を行なう。

### 沿岸警備隊
アンティグア・バーブーダ沿岸警備隊は、海上における軍事力の主要部門を構成している。沿岸警備隊は司令官室、施設隊、管理隊、小艇隊の4部門から成り、セントジョンズに基地を設けている。

### 航空団
アンティグアバーブーダ国防軍航空団は、2022年4月12日に新設。
VCバード国際空港に格納庫を持つ。
2022年現在、ブリテン・ノーマン アイランダーを1機保有している。また、2023年にパイパー31ナバホを1機導入している。

### 軍事教練団
軍事教練団は、国立士官候補生学校をはじめ、国防軍全体の教育訓練に当たる。

## 駐留外国軍
- アメリカ戦略軍 - アンティグア島に戦略探知追跡レーダー施設。

## 装備

### 陸上装備
| 名称 | 種類             | 生産国         | 画像 | 備考 |
| ---- | ---------------- | -------------- | ---- | ---- |
| M16  | アサルトライフル | アメリカ合衆国 |      |      |
| M60  | 汎用機関銃       | アメリカ合衆国 |      |      |

### 艦艇
2011年6月現在。『Jane's Fighting Ships 2011-2012』より。
過去に保有していた艦艇については「アンティグア・バーブーダ沿岸警備隊船艇一覧」を参照。
沿岸警備艇
- SWIFT 65feet型×1

●●（P01 Liberta） - 1984年
- Dauntless級×1

●●（P02 Palmetto） - 1995年
その他
- ボート×3

CG081
CG071-072
- ゾディアック×1

CG091

### 航空機
| 名称                            | 種類       | 生産国         | 画像 | 保有 |
| ------------------------------- | ---------- | -------------- | ---- | ---- |
| ブリテン・ノーマン アイランダー | 哨戒、汎用 | イギリス       |      | 1機  |
| パイパー31 ナバホ               | 哨戒、汎用 | アメリカ合衆国 |      | 1機  |